# Tonnerre sur Mexico

Tonnerre sur Mexico (Thunder over Mexico) est un film américain réalisé par Sergueï Eisenstein et Sol Leser, sorti en 1933.

## Fiche technique
- Titre : Tonnerre sur Mexico
- Titre original : Thunder over Mexico
- Réalisation : Sergueï Eisenstein et Sol Leser
- Scénario : Grigori Alexandrov et Sergueï Eisenstein
- Production : Upton Sinclair
- Musique : Juan Aguilar et Francisco Comacho Vega
- Photographie : Edouard Tissé
- Montage : Sol Leser
- Pays d'origine : États-Unis
- Format : Noir et blanc - 1,85:1 - Dolby Digital - 35 mm
- Genre : Action
- Durée : 70 minutes
- Date de sortie : 22 septembre 1933

## Distribution
- Martín Hernández : Sebastian Enriquez
- Isabel Villaseñor : Maria, sa fiancée
- Félix Balderas : Le frère de Sébastian
- Julio Saldívar

## Autour du film
- Ce film a été fait à partir des bobines tournées par Eisenstein, et qui, une fois montées selon la volonté du cinéaste soviétique, donneront en 1979 Que Viva Mexico !. Upton Sinclair les confia à Sol Leser qui termina le film.